# Jordi Bonareu
Jordi Bonareu Bussot es un baloncestista español de los años 50'. Nació en Mataró (Barcelona), el 16 de noviembre de 1934. Pese a que sólo jugó seis años a baloncesto, ha pasado a la historia como uno de los mejores baloncestistas españoles de su época. Tenía una altura de 1,92 metros y jugaba de pívot. Su auténtica especialidad era el tiro: sus porcentajes estuvieron siempre por encima del 90% de acierto en todas las competiciones.
Jugó 17 partidos con la Selección de baloncesto de España, con la que participó en los Juegos del Mediterráneo de 1955. En esos Juegos anotó 46 de 48 tiros libres lanzados. 
En uno de sus partidos con la selección, el disputado ante Bélgica el 12 de febrero de 1956 anotó 45 puntos, lo que significó el récord de anotación individual en la Selección, que no fue superado hasta agosto de 1990 por Jordi Villacampa, que anotó 48 puntos en Salta frente a Venezuela en el Campeonato del Mundo de Argentina.
En 1957, siendo considerado el mejor jugador de España fichó por el Real Madrid, pero la enfermedad de su padre le obligó a volver a Mataró antes de debutar con el equipo blanco. Raimundo Saporta, dirigente del baloncesto madridista, lo liberó de su compromiso y le permitió volver a Cataluña con estas palabras: "No hay problema, la persona siempre está antes que el jugador. Aunque soy consciente de que acabo de perder la Liga". De regreso a Cataluña, Bonareu fichó por el FC Barcelona, al que, junto a "Nino" Buscató, lideraría al triunfo en una Liga y una Copa de España.
En 1959 se retiró del baloncesto activo para poderse dedicar a los negocios de la empresa de su familia.
Tras 20 años alejado del baloncesto, regresó en calidad de directivo del FC Barcelona, responsable de la sección de baloncesto, en la temporada 1979-1981, y bajo la presidencia de José Luis Núñez. Como responsable de la sección impulsó una renovación a fondo que significaría el resurgir del baloncesto azulgrana: fichó a Antoni Serra como entrenador y promovió una renovación a fondo de jugadores, dándole protagonismo a jóvenes como Nacho Solozábal, Juan Antonio San Epifanio o Sibilio. En la temporada 1980-1981, con Bonareu como responsable, el FC Barcelona volvió a ganar la Liga española, 22 años después, justo desde la última Liga de Bonareu como jugador. Al finalizar esa temporada, sin embargo, Bonareu dejó la directiva por desavenencias con el presidente barcelonista. Desde entonces no volvió a relacionarse con el mundo del baloncesto.
Actualmente todavía ostenta el récord de anotación de la Selección de baloncesto de Cataluña, al anotar 42 puntos en un partido ante Castilla. 

## Clubes
- UE Mataró: 1953-1956
- FC Barcelona: 1956-1957 [Primera edición de la Liga Nacional Española, 4.º anotador, 134 puntos]
- Orillo Verde: 1957-1958 [Segunda edición de la Liga Nacional Española, 2o anotador, 303 puntos]
- FC Barcelona: 1958-1959

## Títulos
- 1 Liga española: 1958-1959, con el FC Barcelona.
- 1 Copa de España: 1958-1959, con el FC Barcelona.